# Caivano
Caivano és un municipi italià, situat a la regió de Campània i a la Ciutat metropolitana de Nàpols. L'any 2009 tenia 36.980 habitants.